# Torysa
Torysa é um município da Eslováquia, situado no distrito de Sabinov, na região de Prešov. Tem 10,57 km² de área e sua população em 2018 foi estimada em 1.546 habitantes.

## Demografia
| Ano:        | 1994 | 2004    | 2014   | 2024   |
| ----------- | ---- | ------- | ------ | ------ |
| Broj ljudi: | 1319 | 1470    | 1522   | 1653   |
| Razlika:    |      | +11,44% | +3,53% | +8,60% |

| Ano:               | 2023 | 2024   |
| ------------------ | ---- | ------ |
| Número de pessoas: | 1639 | 1653   |
| Diferença:         |      | +0,85% |